# Lophiostroma schmidti
Lophiostroma schmidti är en fossil art av stromatoporoidéer.
Lophiostroma schmidti bildade knottriga kolonier av tätt sittande millimeterhöga pappiller, vilka är ungefär 5 centimeter höga. Kolonierna kunde bli ungefär 50 centimeter breda. De förekommer på Gotland som fossil främst i lager från omkring 410-415 miljoner år sedan.